# Банников, Андрей Григорьевич
Андре́й Григо́рьевич Ба́нников (11 (24) апреля 1915, Москва — 17 октября 1985, там же) — советский биолог, герпетолог, заслуженный деятель науки РСФСР, профессор, териолог, орнитолог, деятель охраны природы и организатор науки. Вице-президент МСОП (1972—1978).

## Биография
Родился 11 (24) апреля 1915 года в Москве.
С 1926 года, в возрасте 11 лет был активным участником кружка юных биологов Московского зоопарка под руководством П. А. Мантейфеля и работал в Зоологическом музее МГУ под руководством профессора Г. П. Дементьева.
В 1931 году в возрасте 16 лет участвовал в экспедиции, изучавшей промысловую фауну Уссурийского края. В следующем 1932 году работал зоологом-наблюдателем на полуострове Канин.
В 1934 году опубликовал первые научные статьи.
В 1935—1939 годах учился на биологическом факультете МГУ. Во время учёбы активно участвовал в работе студенческих научных кружков, а также в нескольких зоологических экспедициях. Под руководством профессора Б. С. Матвеева студент Банников занимался изучением постэмбрионального развития лягушек и черепах, личиночные приспособления, для чего совершил поездки на Южный Урал, на Кавказ и в Закавказье. Результаты работы были опубликованы в 1940 году, удостоены студенческой премии МГУ и высоко оценены профессорами.
В июле 1941 года призван на фронт, по другим данным на военной службе с 1939 года. Воинское звание старший лейтенант медицинской службы запаса 786-го стрелкового полка 155-й дивизии, награждён медалью за оборону Москвы. 26 января 1942 года был демобилизован, как ценный научный работник.
В июле 1942 года защитил кандидатскую диссертацию, а в августе был направлен в Монгольскую Народную Республику для организации первого монгольского университета. Стал заведующим кафедры зоологии Монгольского университета (с этого времени началась его педагогическая деятельность). Во время пребывания в МНР участвовал в четырех крупных научных экспедициях (в ходе которых были открыты новые виды животных[какие?]).
В конце 1945 года вернулся в Москву и поступил в аспирантуру. С 1947 года работал на кафедре зоологии в Московском педагогическом институте им. В. П. Потёмкина, где читал курсы зоологии позвоночных, экологии и зоогеографии.
В 1952 году защитил докторскую диссертацию на тему «Млекопитающие Монголии».
В 1954 году — заместитель директора Зоомузея МГУ по науке.
В 1960 году, после закрытия Потёмкинского института, стал заведующим кафедрой зоологии Московской ветеринарной академии им. К. И. Скрябина (которую возглавлял 25 лет).
Работал во ВНИИприроды.
Объездил почти всю территорию СССР, побывал почти во всех отечественных заповедниках и в более чем 25 странах Европы, Азии, Африки и Северной Америки. Значительную часть его жизненного пути занимал «монгольский период» (проехал по этой стране почти 20 тысяч км).
Руководил диссертациями более 30 кандидатов и докторов наук, подготовил тысячи студентов.
Вёл передачу Клуб путешественников.

### Деятельность по охране природы
В 1961 году избран членом Комиссии по редким видам МСОП, с 1963 возглавил рабочую группу по диким лошадям. Андрей Григорьевич — один из авторов Красной Книги МСОП, при его инициативном содействии и непосредственном участии создавались оба издания Красной Книги СССР. Участник работы IX Генеральной Ассамблеи МСОП в 1966 году в Люцерне, где он активно участвовал в обсуждении научных проблем влияния акклиматизированных видов на природные комплексы. В 1969 году как генеральный секретарь был организатором IX Конгресса охотоведов в Москве.
В 1972 году А. Г. Банникова, первого из советских учёных, избрали вице-президентом МСОП, на этом посту он оставался 6 лет.
В 1975 году возглавил советскую делегацию на XII Генеральной ассамблее Международного союза охраны природы и природных ресурсов (МСОП) в г. Киншаса (Заир). В делегацию также входили П. П. Второв, Н. Н. Дроздов и другие.
С 1978 года — вице-председатель Комиссии по редким видам МСОП.
Скончался на 71-м году жизни 17 октября 1985 года. Похоронен на 38 участке Ваганьковского кладбища.

## Награды и звания
- Заслуженный деятель науки РСФСР (1979)[2]
- Орден Трудового Красного Знамени[3][9] (1974)[2]
- Орден Дружбы народов[9][когда?]
- Орден «Полярная звезда» (Монголия)[3][2] (1945) — за плодотворную научную и педагогическую деятельность[1]
- Золотая медаль Международного Фонда по охране диких животных[3] (1972)[2] — «за выдающиеся научные исследования по фауне СССР и Монголии, его вклад в изучение аридных зон, а также за ведущую роль в применении научных методов в практику охраны Природы».
- Европейская премия имени И. Гёте[2] (1978) — «в знак признания высоких заслуг, как учёного эколога, в охране животного мира и разработке научных основ заповедных территорий».
- Командор ордена «Золотой Ковчег» (1979)[2] — «за выдающиеся достижения в области спасения редких диких животных от исчезновения и активное сотрудничество в международных организациях по охране Природы».
- Почётный член Международного союза охраны природы (1982), звание присвоено на XV Генеральная Ассамблее МСОП, в знак признания выдающегося вклада в охрану природы и природных ресурсов и деятельности МСОП.
- несколько медалей[3] (в том числе, две медали МНР)[2]

Также, научные работы А. Г. Банникова были трижды удостоены премии Московского общества испытателей природы, а его научно-популярные книги — отмечены дипломами общества «Знание».

## Членство в организациях

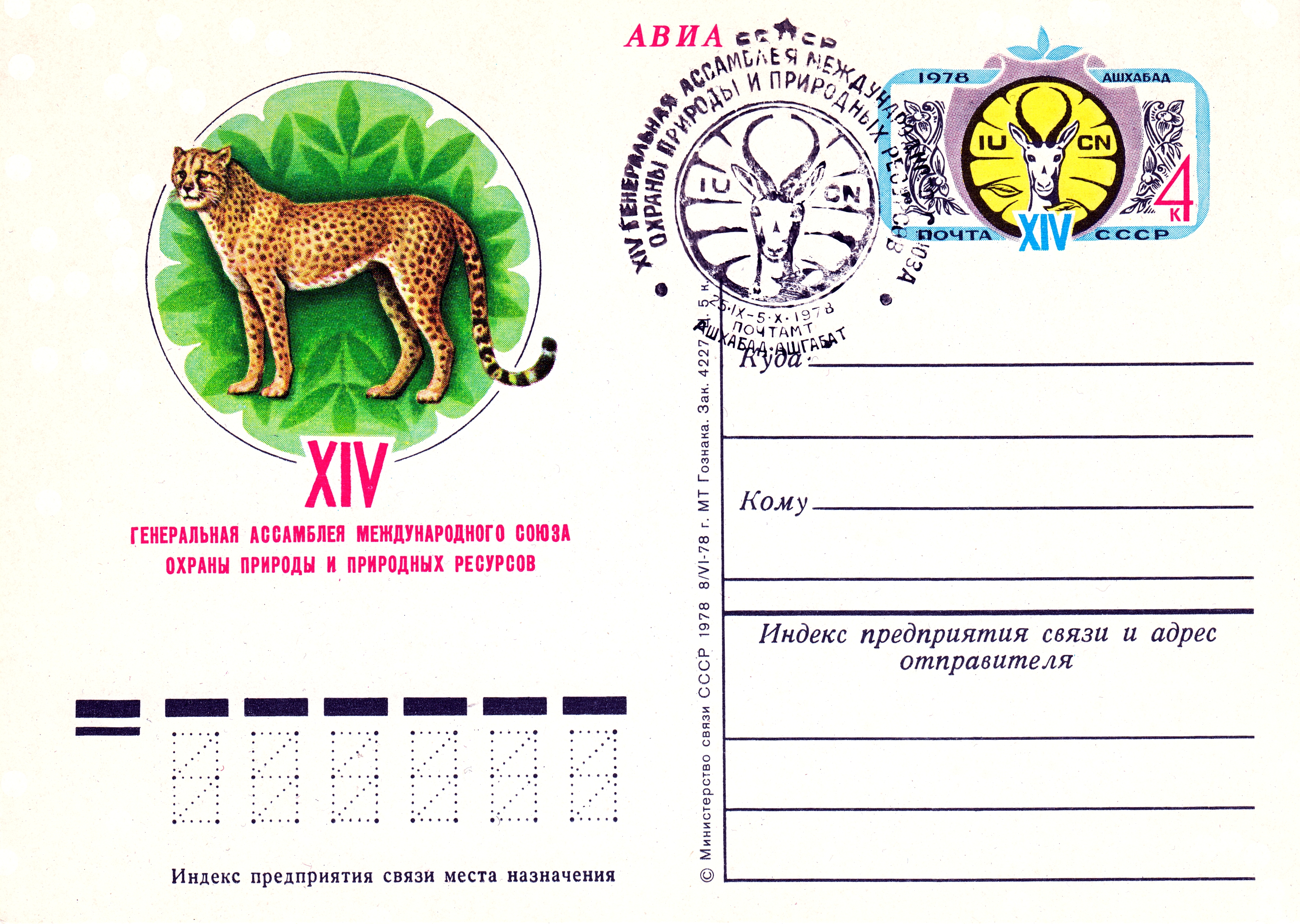
Открытка и марка СССР — XIV Генеральной ассамблее МСОП, Ашхабад, 1978

- 1972—1978 — вице-президент Международного союза охраны природы (МСОП) — разработал ряд важных документов глобального масштаба, таких как: «Всемирная стратегия охраны природы», «Хартия природы» и новая редакция Устава[10].